# Crocomela elisa
Crocomela elisa är en fjärilsart som beskrevs av Druce 1911. Crocomela elisa ingår i släktet Crocomela och familjen björnspinnare. Inga underarter finns listade i Catalogue of Life.